# Schlanklibellen
Die Schlanklibellen (Coenagrionidae) sind eine Familie der Kleinlibellen (Zygoptera) innerhalb der Libellen (Odonata). Es ist die artenreichste Familie der Kleinlibellen und die zweitartenreichste der Libellen überhaupt.

## Merkmale

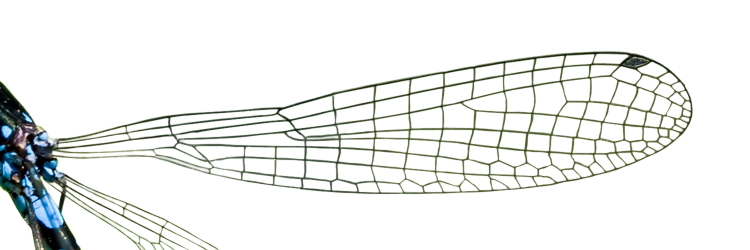
Vorderflügel einer Schlanklibelle, hier einer Fledermaus-Azurjungfer (Coenagrion pulchellum). Das Pterostigma ist relativ schmal, die Flügel setzen gestielt am Thorax an, vor dem Nodus liegen stets nur zwei Antenodalqueradern.

Die Schlanklibellen sind vergleichsweise kleine Libellen mit einem schlanken und langgestreckten, beinahe nadelförmigen Abdomen. Die Beine sind im Gegensatz zu denen anderer Kleinlibellen relativ kurz. Die Variationsbreite der Färbung reicht über das gesamte Farbspektrum, teilweise mit leuchtenden, auffälligen Farben und attraktiven, bunt erscheinenden Farbzusammenstellungen, wobei ein Geschlechtsdimorphismus mit intensiver gefärbten Männchen nicht ungewöhnlich ist. Metallische Färbungen kommen dagegen nur bei wenigen Arten vor.
Mittig auf der Oberseite des Vorderkörpers (Thorax) befindet sich typischerweise ein dunkler Mittelstreifen, dem jeweils auf den Seiten ein heller, farbiger Antehumeralstreifen und dann ein dunkler Humeralstreifen folgt. Die Breite dieser Streifen ist artspezifisch, der helle Antehumeralstreifen kann bei einigen Arten auch durchbrochen wirken oder ganz fehlen. Seite und Unterseite des Thorax sind dagegen überwiegend ohne Zeichnung. Das Abdomen weist meist eine arttypische Zeichnung auf, wobei sich in fast allen Gattungen ähnliche, sich bei verschiedenen Arten wiederholende, Elemente finden. Es gibt jedoch auch Schlanklibellen ganz ohne Zeichnung des Abdomens sowie solche mit fast vollständig geschwärztem Abdomen. Besonders bei letzteren ergibt sich durch zeichnungslose, farbige hintere Abdominalsegmente ein auffällig leuchtendes „Schlusslicht“.
Das Abdomen der Weibchen ist deutlich kräftiger als das der Männchen, da hier die eierproduzierenden Organe liegen. Meist erscheinen die letzten Abdominalsegmente durch einen deutlich ausgebildeten Legeapparat zusätzlich verdickt.
Die Kopf- und Thoraxzeichnung der Weibchen entspricht meist der der Männchen, die Zeichnung des Abdomens ist dagegen häufig unterschiedlich und auf der Oberseite meist ausgedehnter. Die Weibchen einiger Arten treten in verschiedenen Farbmorphen auf; es gibt androchrome, männchenfarbene, oder heterochrome, weibchenfarbene Imagines.
Im Gegensatz zu der relativ komplexen Flügeladerung der Großlibellen und der Prachtlibellen ist der Flügelaufbau der Schlanklibellen einfach. Vorder- und Hinterflügel sind, wie bei allen Kleinlibellen, mehr oder weniger gleich gebaut. Die generell ungefärbten Flügel setzen gestielt am Thorax an; die Länge des Schaftes ist dabei je nach Unterfamilie unterschiedlich. 
Wie in der Überfamilie der Coenagrionoidea üblich liegen stets zwei Antenodalqueradern vor dem Nodus. Die Postnodalqueradern gehen direkt in die den Flügel in seiner Breite durchziehenden Queradern über. Das Pterostigma an der Vorderseite der Flügelspitzen ist nie breiter als eine, maximal eineinhalb der darunterliegenden Zellen. Die durch die Flügeladerung gebildeten Zellen der Flügelmitte sind meist rechteckig, zum unteren Außenrand werden sie vieleckiger und kleiner. In Ruhestellung werden die Flügel fast immer über dem Abdomen zusammengelegt.
Die Grundfarbe der Libellen wird häufig noch einmal von der leuchtenden Farbigkeit der weit auseinanderliegenden Facettenaugen übertroffen. Dabei wirkt der obere Teil der Augen dunkler und weniger farbig, teilweise fast schwarz, sodass sich eine optische Mittenteilung ergibt. Eine Ausnahme bildet die Unterfamilie Argiinae, bei der die horizontale Trennung nicht so deutlich ausfällt.
Die Kopfvorderseite, also Labrum, Anteclypeus und Clypeus, sind oft heller als der Rest des Kopfes, und die meisten Arten besitzen deutlich ausgebildete farbige Postokularflecken, die miteinander häufig über eine Linie verbunden sind.

## Verbreitung

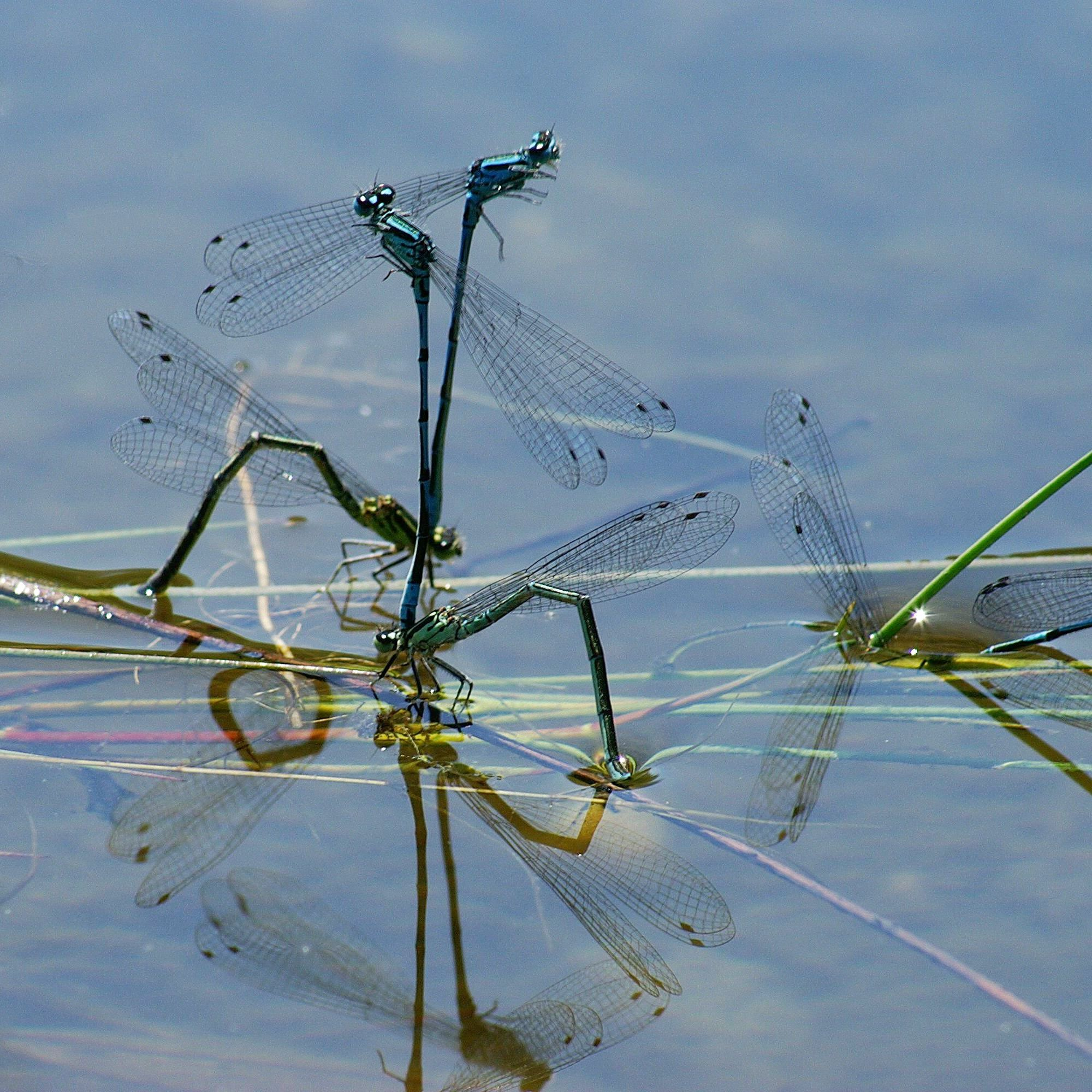
Hufeisen-Azurjungfern (Coenagrion puella) bei der Eiablage

Die Schlanklibellen sind weltweit verbreitet.
In Mitteleuropa sind die Schlanklibellen die artenreichste Familie der Kleinlibellen, wobei die Gattung der Azurjungfern die meisten Arten stellt. Besiedelt werden meist offene Teiche und Moore. Außerhalb Europas nutzen die Schlanklibellen auch die Ufer größerer Ströme als Lebensraum, meist dominieren dort jedoch andere Libellenfamilien, während die Schlanklibellen an Stillgewässern sehr individuenreiche Populationen bilden können.

## Lebensweise
Die Paarung entspricht der anderer Kleinlibellen. Mit der Bildung des Paarungsrades erfolgt die Begattung, danach löst das Weibchen die Verbindung, und das Paar begibt sich, immer noch verkoppelt, zur Eiablage. Diese erfolgt meist paarweise, indem das Männchen mit den Cerci am Pronotum der Weibchen verankert bleibt, während das Weibchen die Eier in schwimmende Pflanzenteile ablegt. Entweder schwirrt das Männchen dabei mit angezogenen Beinen frei über dem Weibchen, oder es setzt sich über oder vor der Partnerin auf erreichbare Pflanzenteile. Weibchen der Ischnura-Arten legen die Eier stets alleine ab. Häufig tauchen die Weibchen zur Eiablage auch vollständig unter. Das Männchen löst in diesen Fällen meist die Verbindung oder bleibt mit dem Thorax zumindest über der Wasseroberfläche.

## Systematik

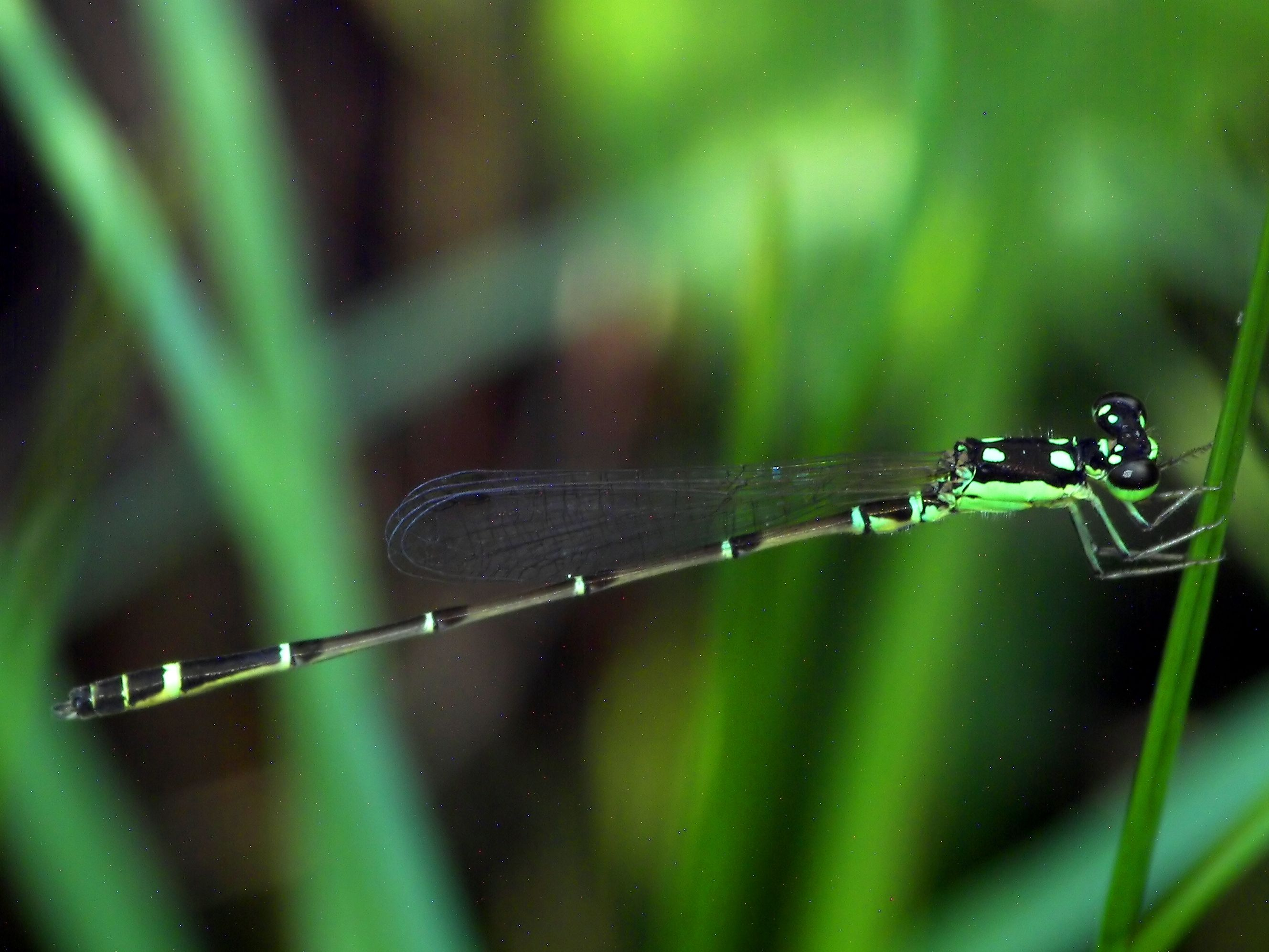
Mortonagrion hirosei, Männchen – Unterfamilie Agriocnemidinae

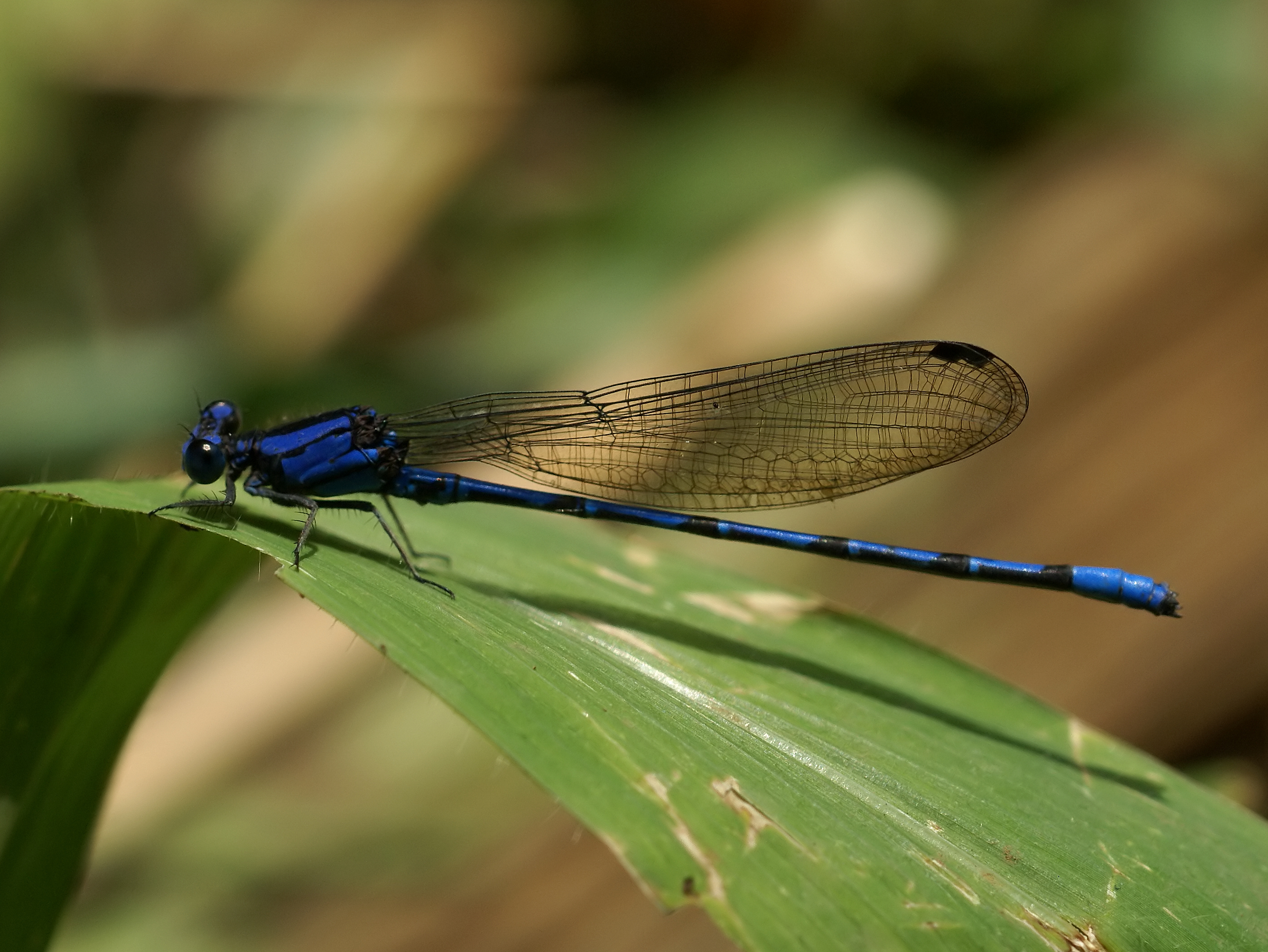
Argia extranea, Männchen – Unterfamilie Argiinae

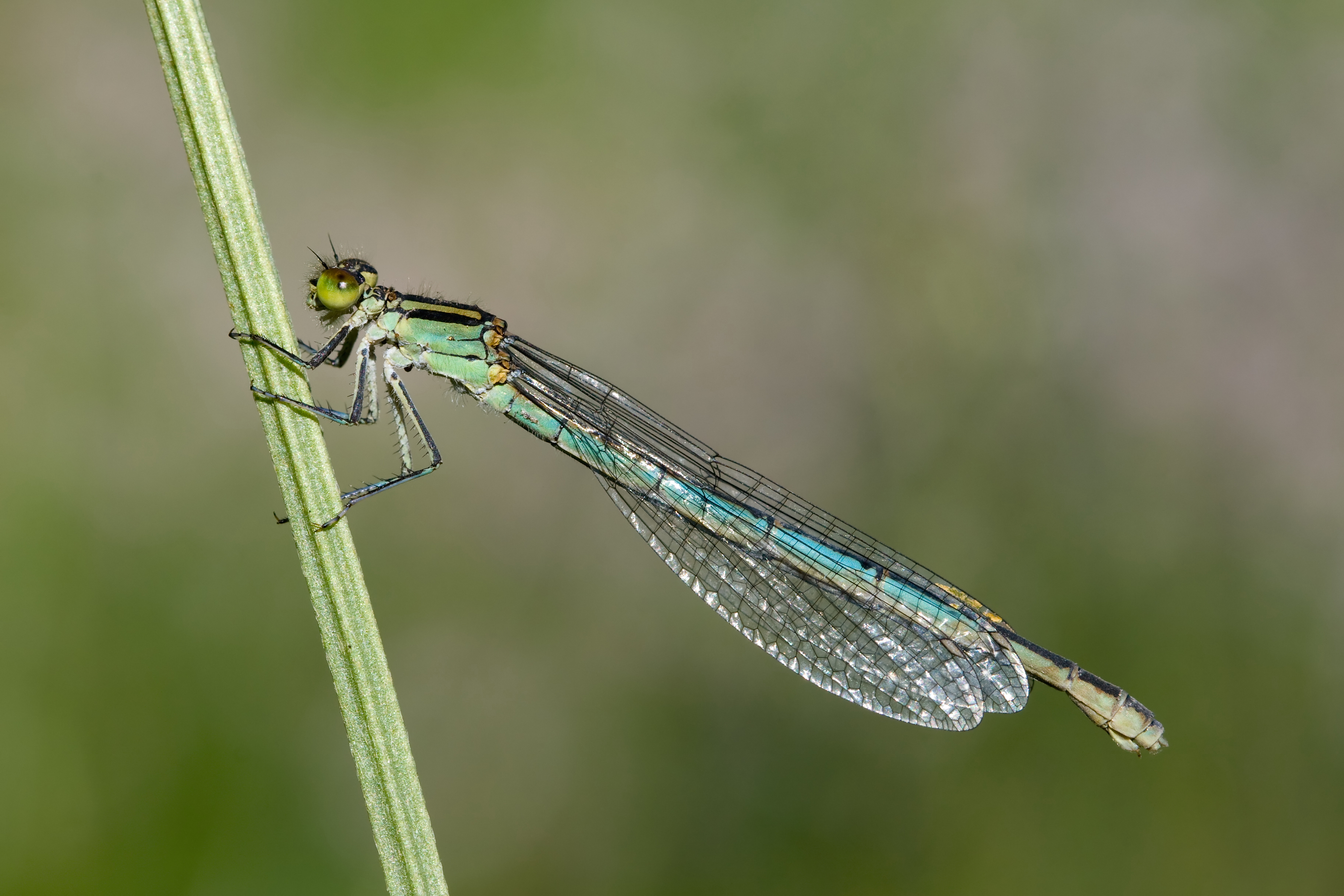
Pokaljungfer (Erythromma lindenii), Weibchen – Unterfamilie Coenagrioninae

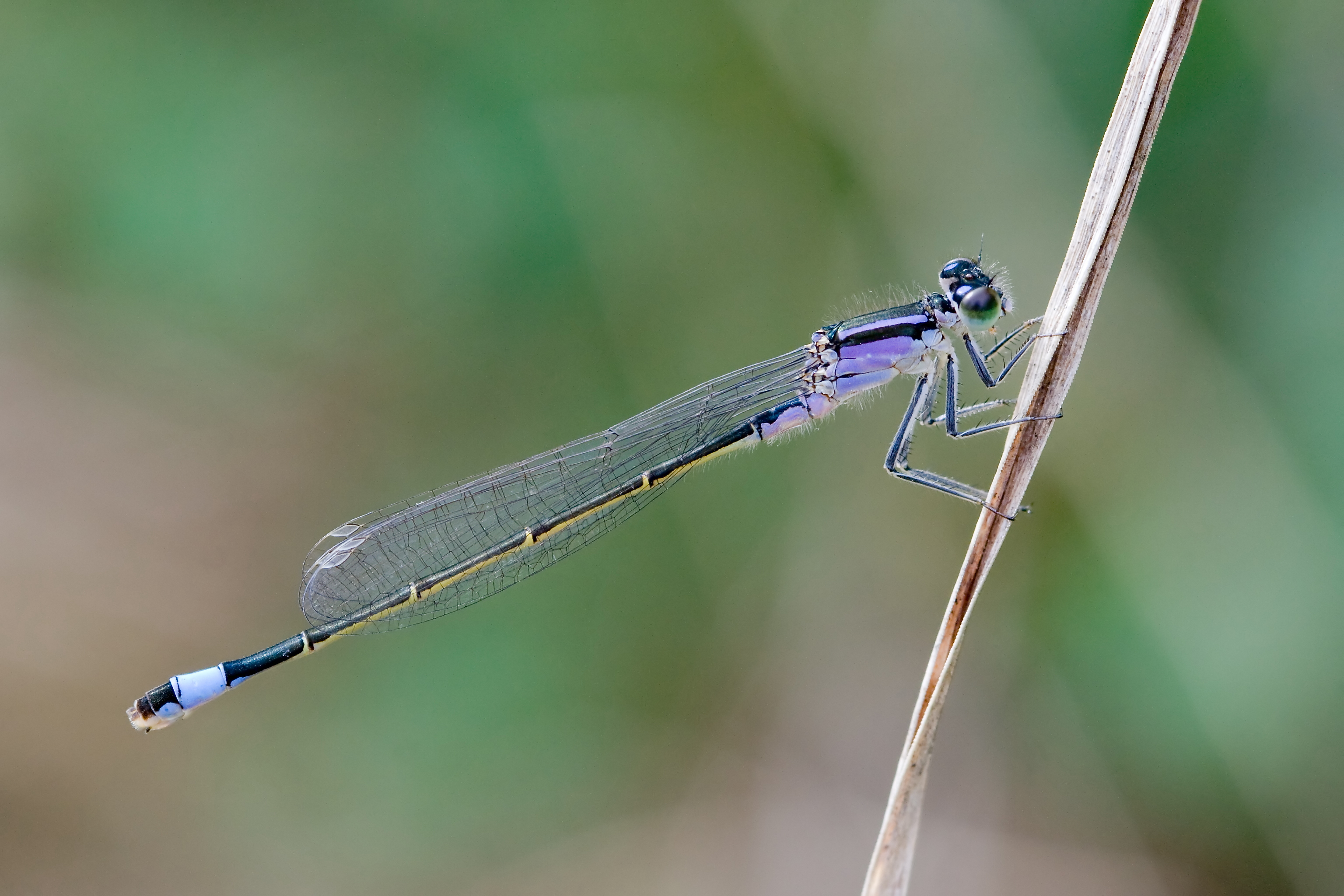
Große Pechlibelle (Ischnura elegans), Weibchen – Unterfamilie Ischnurinae

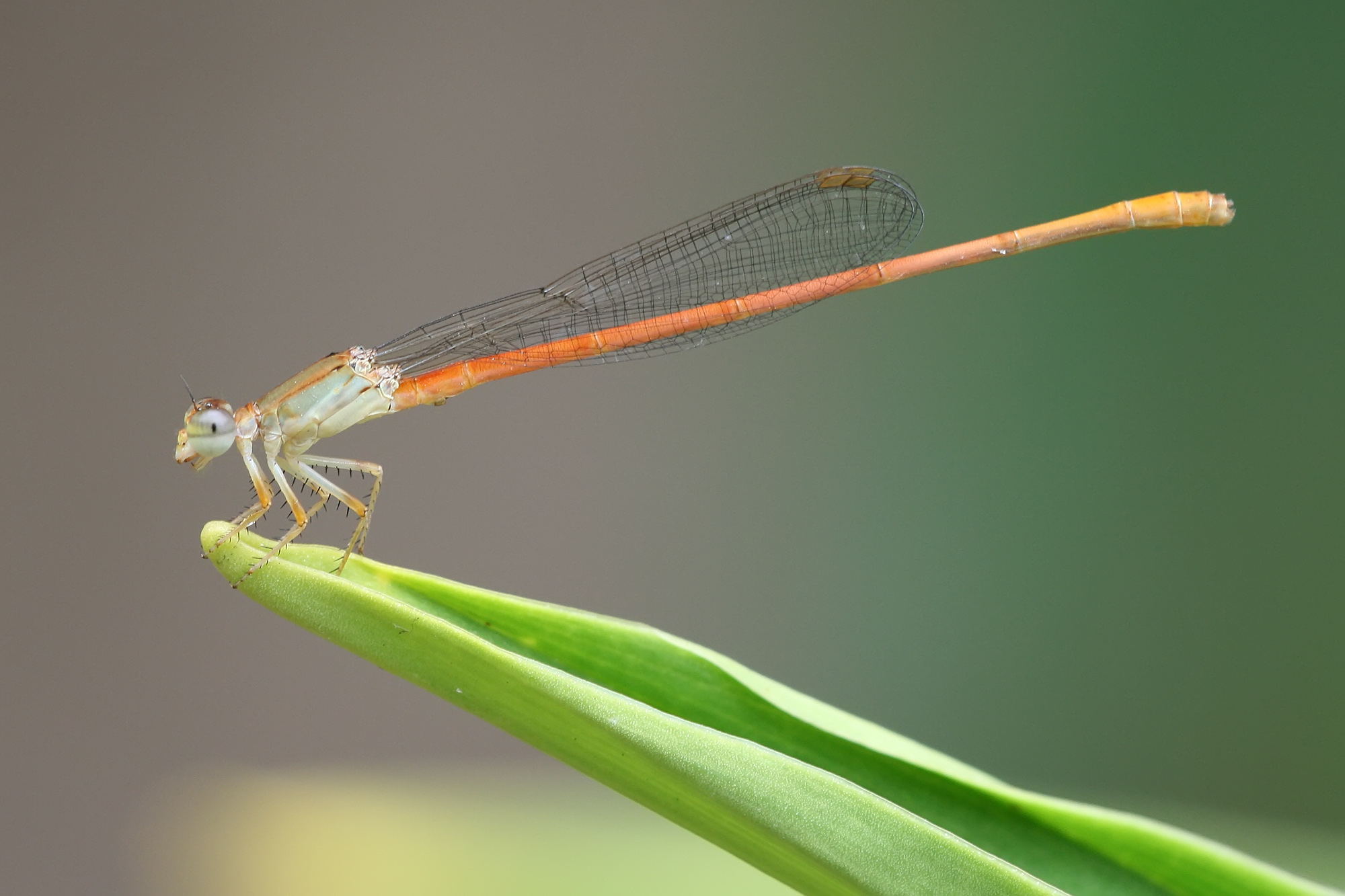
Ceriagrion glabrum, Männchen – Unterfamilie Pseudagrioninae

Die folgende Übersicht stellt bis zur Ebene der Unterfamilie alle Taxa dar. Auf Art- und Gattungsebene werden hingegen nur die europäischen Vertreter der Schlanklibellen dargestellt. Vollständige Listen befinden sich in den entsprechenden Unterfamilien- bzw. Gattungsartikeln.
- Coenagrionidae Kirby, 1890 – Schlanklibellen
  - Unterfamilie Agriocnemidinae Fraser, 1957
  - Unterfamilie Argiinae Tillyard, 1917
  - Unterfamilie Coenagrioninae Kirby, 1890
    - Gattung Coenagrion Kirby, 1890 – Azurjungfern
      - Coenagrion armatum (Charpentier, 1840) – Hauben-Azurjungfer
      - Coenagrion caerulescens (Fonscolombe, 1838) – Südliche Azurjungfer
      - Coenagrion ecornutum (Selys, 1872)
      - Coenagrion glaciale (Selys, 1872)
      - Coenagrion hastulatum (Charpentier, 1825) – Speer-Azurjungfer
      - Coenagrion hylas (Trybom, 1889) – Sibirische Azurjungfer
      - Coenagrion intermedium Lohmann, 1990 – Kretische Azurjungfer
      - Coenagrion johanssoni (Wallengren, 1894) – Nordische Azurjungfer
      - Coenagrion lunulatum (Charpentier, 1840) – Mond-Azurjungfer
      - Coenagrion mercuriale (Charpentier, 1840) – Helm-Azurjungfer
      - Coenagrion ornatum (Selys, 1850) – Vogel-Azurjungfer
      - Coenagrion ponticum (Bartenef, 1929) – Kaspische Azurjungfer
      - Coenagrion puella (Linnaeus, 1758) – Hufeisen-Azurjungfer
      - Coenagrion pulchellum (Vander Linden, 1825) – Fledermaus-Azurjungfer
      - Coenagrion scitulum (Rambur, 1842) – Gabel-Azurjungfer

    - Gattung Erythromma Charpentier, 1840 – Granataugen
      - Erythromma lindenii (Selys, 1840) – Pokaljungfer
      - Erythromma najas (Hansemann, 1823) – Großes Granatauge
      - Erythromma viridulum (Charpentier, 1840) – Kleines Granatauge

    - Gattung Nehalennia Selys, 1850 – Zwerglibellen
      - Nehalennia speciosa (Charpentier, 1840) – Zwerglibelle

    - Gattung Pyrrhosoma Charpentier, 1840
      - Pyrrhosoma nymphula (Sulzer, 1776) – Frühe Adonislibelle

  - Unterfamilie Ischnurinae Fraser, 1957
    - Gattung Enallagma Charpentier, 1840 – Becherjungfern
      - Enallagma cyathigerum (Charpentier, 1840) – Gemeine Becherjungfer

    - Gattung Ischnura Charpentier, 1840 – Pechlibellen
      - Ischnura aralensis Haritonov, 1979
      - Ischnura elegans (Vander Linden, 1820) – Große Pechlibelle
      - Ischnura fountaineae Morton, 1905
      - Ischnura genei (Rambur, 1842)
      - Ischnura graellsii (Rambur, 1842) – Spanische Pechlibelle
      - Ischnura hastata (Say, 1839)
      - Ischnura pumilio (Charpentier, 1825) – Kleine Pechlibelle
      - Ischnura saharensis Aguesse, 1958
      - Ischnura senegalensis (Rambur, 1842)

  - Unterfamilie Leptobasinae Davies & Tobin, 1984
  - Unterfamilie Pseudagrioninae Tillyard, 1917
    - Gattung Ceriagrion Selys, 1876
      - Ceriagrion georgifreyi Schmidt, 1953
      - Ceriagrion tenellum (De Villers, 1789) – Scharlachlibelle

## Namensgebung
Durch eine missverständliche Festlegung von Johann Christian Fabricius wurde der Gattungsname Agrion in der Folgezeit sowohl für die heute Calopteryx wie auch für die Coenagrion genannten Gattungen verwendet. Erst in den 1950er Jahren wurde dieses Problem behoben und die vorgenannten Gattungsnamen setzten sich durch. In dieser Folge bürgerte sich auch der Familienname Coenagrionidae, angelehnt an die Gattung Coenagrion ein. Dieser ist nomenklatorisch jedoch falsch und müsste korrekterweise "Coenagriidae" heißen, wird bisher jedoch beibehalten. Der deutsche Trivialname orientiert sich an der schlanken Körpergestalt.